# Плачидол
Плачидол е село в Североизточна България. То се намира в община Добричка, област Добрич.

## География
Плачи дол отстои по права линия на 3 км югоизточно от областния център Добрич, на 50 км от Варна, на 25 км от Балчик, на 32 км от Курортен комплекс „Албена“ на 95 км от Силистра и на 450 км от столицата София. Близкото отстояние от областния град играе важна роля относно икономическото и културно развитие на добруджанското село.
Землището на Плачи дол възлиза на 18835,334 кв. м, а площто на населеното място – 928,160 кв. м. Население към 1 юни 2012 г. възлиза на 628 души, от тях 329 мъже и 299 жени.
Основен поминък на населението е животновъдство и земеделие. Земята се обработва от арендатори, като основни култури са пшеница, слънчоглед, царевица и рапица. Като алтернативно земеделие се развива отглеждане на малини, риган, арония и овощни насаждения. В землището на селото има два микроязовира като по-големия е концесиониран и зарибен. В селото има повече от 300 пчелни семейства, отглеждани от седем пчелари.

## История
Плачи-дол има две стари имена, защото е било разделено на две, едното е Алъчкьой (от турски – обикновен глог), а другото Янъкларе (от турски – момък). По време на румънската администрация на Южна Добруджа селото носи името Алъчомаре.
По време на разкопки на некропола от раннобронзовата епоха при село Плачидол, Добричко, археолозите откриват четири каменни плочи с примитивни човешки изображения. Това са фигури на мъже, чието облекло и оръжие е едва загатнато. Плочите са датирани в IV – III хил.пр.Хр. и са характерни за  ямна култура на бронзовата епоха в Югоизточна Европа

## Население
Преброяване на населението през 2011 г.
Численост и дял на етническите групи според преброяването на населението през 2011 г.:
|                     | Численост | Дял (в %) |
| Общо                | 552       | 100,00    |
| Българи             | 312       | 56,52     |
| Турци               | 18        | 3,26      |
| Цигани              | 144       | 26,08     |
| Други               | 0         | 0,00      |
| Не се самоопределят | 0         | 0,00      |
| Неотговорили        | 77        | 13,94     |

## Спорт
През 2013 г. е сформиран ФК Интер (Плачидол). Понастоящем отборът се състезава в Североизточна В футболна група. Цветовете на тима са черно и синьо. „Интер“ играе домакинските си мачове на изкуствения терен на стадион „Дружба“ в гр. Добрич.